# Gulf, Mobile and Ohio Railroad

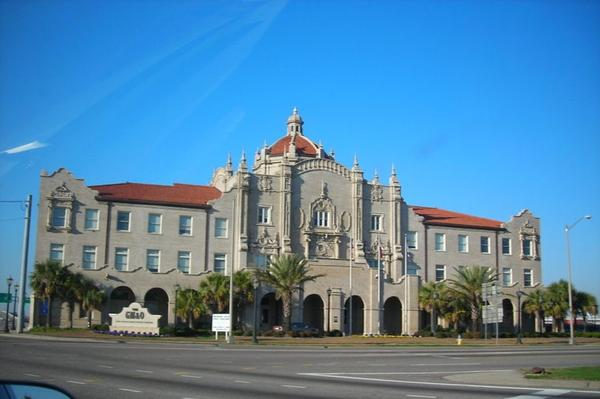
Il terminal della GMO a Mobile

Gulf, Mobile and Ohio Railroad è stata una compagnia ferroviaria americana, con sede a Mobile AL la cui linea principale collegava Chicago e Kansas City con St. Louis e diverse località del Golfo del Messico quali New Orleans e Mobile. Dalla linea principale nord-sud, conosciuta anche con il soprannome di "Alton Route" si diramavano diverse linee secondarie per Memphis, Montgomery AL e Birmingham AL.
La compagnia è stata operativa dal 1938 al 1972, quando la "Ge-Moo" (come era conosciuta tra gli appassionati) venne fusa con la Illinois Central Railroad a formare la Illinois Central Gulf Railroad con una rete estesa per oltre 9600 km sempre orientata nord-sud.
Nel 1996, in seguito ad un drastico intervento di razionalizzazione, molte delle linee parallele della Illinois Central Gulf Railroad, soprattutto quelle ex-GMO, vennero abbandonate e cedute ad altri operatori.